# Carl Jakob Haupt
Carl Jakob Haupt (18. Dezember 1984 in Marburg – 19. April 2019 in Bad Saarow) war ein deutscher Blogger, Künstler, Autor und Party-Veranstalter. Bekannt wurde er vor allem durch den Blog Dandy Diary und seine Partys vor Beginn der alljährlichen Berlin Fashion Week.

## Leben und Werk
Haupt wurde nach eigenen Angaben in Marburg geboren, wuchs in Schöneberg (Hofgeismar) und Kassel auf und studierte nach dem Abitur zunächst Politikwissenschaft an der Universität Kassel. Später zog er zum Studium nach Hamburg und arbeitete seit 2011 mit David Kurt Roth an dessen Modeblog, das er ein Jahr zuvor gegründet hat. 2012 produzierten die beiden den Fashion-Porno Será el comienzo, der in einem Berliner Sexkino in Neukölln uraufgeführt wurde und von der Presse wohlwollende Kritiken erhielt.
Ab 2012 veranstalteten Haupt und Roth regelmäßig eine inoffizielle Opening Party zur Berlin Fashion Week, die jeweils einen Tag vor der offiziellen Eröffnung stattfand und aufgrund des massiven Besucherandrangs regelmäßig von der Polizei abgeschirmt werden musste. Die Frankfurter Allgemeine Sonntagszeitung bezeichnete die Pre-Party als „spektakulärstes Event der Modewoche“. Die erste Dandy Diary Berlin Fashion Week Opening Party fand im Club Flamingo statt, in Kooperation mit dem Mode Blog LesMads, die zweite in zwei Zirkuszelten am Berliner Postbahnhof. Ein Elefant, italienische Harlekins und Gaukler waren die Hauptattraktionen. 2013 schleusten die Blogger einen Flitzer auf die Dolce-&-Gabbana-Schau, worüber sogar die New York Times berichtete. Haupt zog 2013 nach Berlin.

Grabstätte

In seinem Nachruf in der F.A.Z. würdigte Florian Siebeck den Blog „Dandy Diary“: Er „stach heraus durch scharfzüngige Gesellschaftskritik, die es an Hedonismus nicht vermissen ließ“. Haupt und Roth berichteten 2014, dass das Textilhandelsunternehmen H&M in den Produktionsländern Kinderarbeit duldete. Das Unternehmen klagte gegen diese Veröffentlichung. Die beiden Partner entwarfen Modestücke aus der Deutschlandfahne, „um sie damit symbolisch den Rechtspatrioten zu entreißen“. „Ärger ist das Allerschönste“ lautete eine Devise von Carl Jakob Haupt. Die Münchner Trachtenszene versetzten die Blogger in Aufregung, indem sie einen Lederhosenfabrikanten M13 auf seine Lederhosen sticken ließen, das Zeichen der mittelamerikanischen Gang Mara Salvatrucha.
2016 eröffnete Haupt den veganen Imbiss Dandy Diners in Neukölln. Wie der Tagesspiegel berichtete, wurde die Party abgebrochen, als 500 der 800 Gäste nicht in das Lokal gelangen konnten. Im gleichen Jahr waren sie gebuchte Gäste bei der Eröffnung der Berliner Filiale des Modeunternehmens Tiger of Sweden.
Haupt half dem Konzeptkünstler Rafael Horzon beim Verkauf von Bücherregalen in dessen Geschäft Moebel Horzon auf der Torstraße. Horzon bezeichnete ihn als „Verkaufschef“ und widmete ihm sein 2020 erschienenes Buch Das neue Buch.
2018 gehörten die Modeblogger der Jury von Switzerland’s next Topmodel an. Im Februar 2019 nahm Haupt in München an einem Abendessen teil, zu dem unter anderen der US-Vizepräsident Mike Pence und die Präsidententochter Ivanka Trump geladen waren. Danach feierte er eine letzte große Party ebendort im Chez Fritz. Anwesend waren unter anderen der Berliner Reporter Paul Ronzheimer und der Kiewer Bürgermeister Vitali Klitschko.
Florian Siebeck fasste in der F.A.Z. das Wirken von Carl Jakob Haupt zusammen: „Er war eine Ausnahmeerscheinung in der an skurrilen Persönlichkeiten nicht armen Modewelt. Und das nicht, weil er stets seinen Look änderte und dabei fast immer die Regeln des guten Geschmacks sprengte, was in Berlin beileibe kein leichtes Unterfangen ist. Wenn Carl Jakob Haupt im Berliner Nachtleben erschien, drängten sich die Menschen um ihn, diesen Lebenskünstler und Partykönig, das Enfant Terrible, den Underdog.“

## Familie
2013 heiratete er in Las Vegas die deutsche Moderatorin, Schauspielerin und Musikerin Bonnie Strange. Im April 2014 wurde die Ehe geschieden. 2018 heiratete er auf Sizilien das Model Giannina Müller. Ein Jahr später starb er mit 34 Jahren im Kreis seiner Familie an den Folgen einer Krebserkrankung.